# Test no 6
Le Test no 6 est le sixième essai nucléaire chinois et le premier d'une bombe H, réalisé le 17 juin 1967 dans le Lob Nor. Il fait partie du programme Deux bombes, un satellite.

## Contexte
L'essai a lieu seulement 32 mois après le premier essai nucléaire chinois, de nom de code 596, réalisé le 16 octobre 1964. À son issue, la Chine est devenue la quatrième puissance à détenir la bombe H, après les États-Unis en 1952, l'URSS en 1955 et le Royaume-Uni en 1957.

## Déroulement

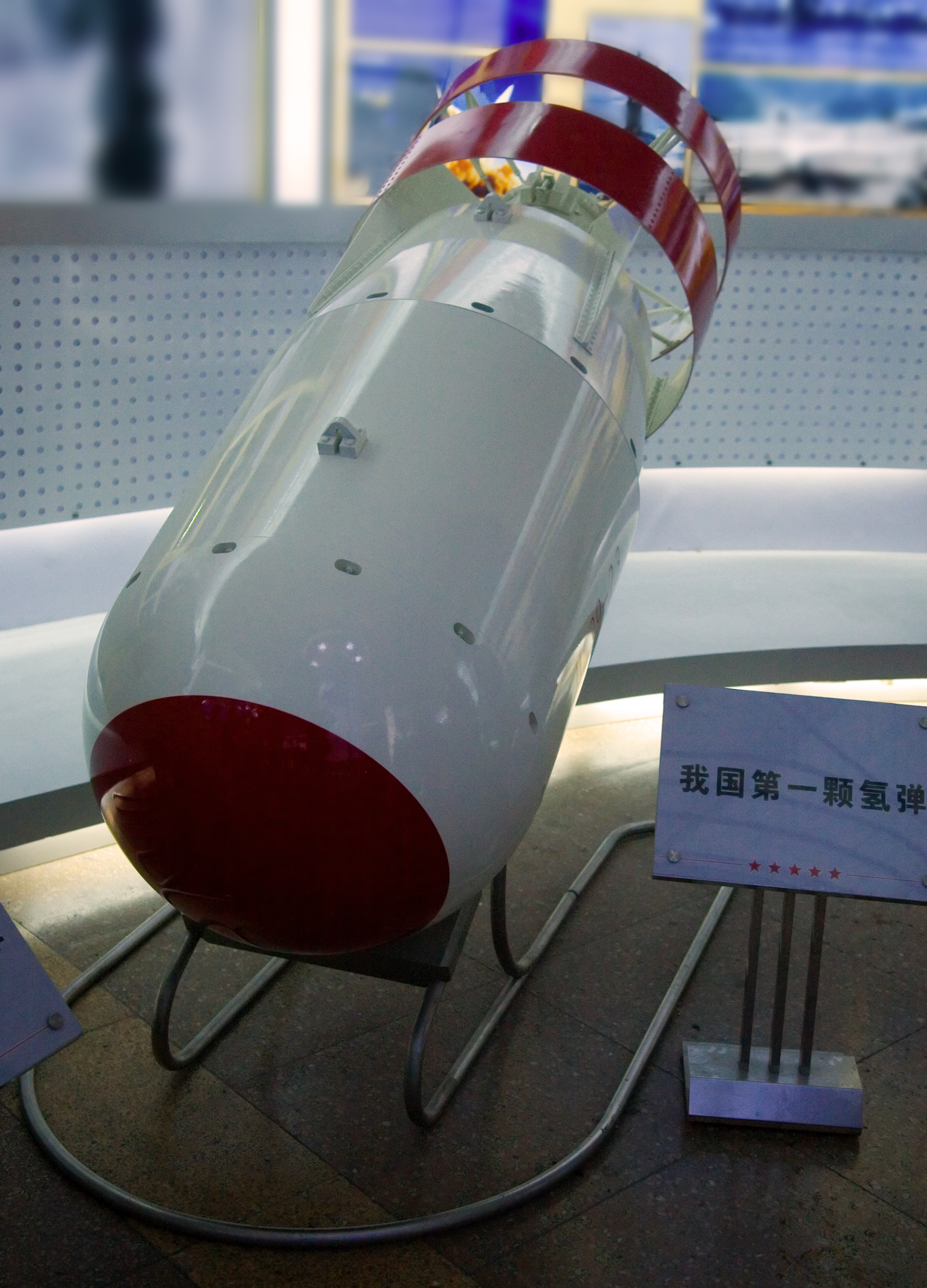
Maquette de la première bombe H chinoise.

Le test a lieu dans le Lob Nor, dans la région autonome du Xinjiang. La bombe est larguée d'un bombardier Xian H-6 et explose dans l'atmosphère à une altitude de 2 960 m, avec une puissance comprise entre 3,0 et 3,3 Mt de TNT,.